# Вита Кин
Вита Кин (укр. Віта Кін; 25 ноября 1969) — украинский дизайнер, модельер и фотограф. Автор платьев-вышиванок, основатель одноимённого бренда Vita Kin.

## Биография
Вита Кин родилась 25 ноября 1969 года в Украине.
Более 10 лет занималась рекламной и fashion-фотографией. Ее работы часто можно было увидеть в лучших глянцевых журналах Украины.

### История создания бренда
Вита Кин получила свою известность за пределами Украины благодаря коллекциям оригинальных вышиванок из льна, получившие название Vyshyvanka by Vita Kin в 2013 году. Первые коллекции стали олицетворением украинского наследия и были выпущены под девизом Chic Nationale. Со временем, Вита Кин начала интересоваться культурными особенностями других культур мира и вдохновляться ими для создания новых образов. Поскольку Вите нравятся орнаменты, у нее появилась идея делать аутентичные свитера.

### Признание
В 2014 году Вита Кин создала коллекцию платьев-рубашек, которые мгновенно стали популярным феноменом в Instagram.
В 2015 году, на Неделе моды в Париже, Вита Кин была представлена в журналах Vogue и Harper's Bazaar за то, что представила вышиванки как современный богемный стиль, который привлек таких икон моды, как Анна Делло Руссо, Мирослава Дума и Леандра Медине.
В этом же году издание The Wall Street Journal назвало вышиванки от Виты Кин самыми популярными летними платьями 2015 года.
Платья от Виты Кин были замечены на знаменитостей и иконах стиля, таких как королева Нидерландов Максима, первые леди Украины — Марина Порошенко и Елена Зеленская, а также Деми Мур, Дита фон Тиз, Флоренс Уэлч, Ксения Собчак, Джамала и многие другие.

### Коллекции
Для создания коллекций Вита Кин черпает вдохновение от путешествий, архитектуры и смеси культур.
Весной 2018 года Вита Кин представила совместную коллекцию с брендом Eres.
В 2019 году Вита представила новую коллекцию. Новые платье Vita Kin – сплав дизайнерских решений из разных культур: крой навеян этническими костюмами жителей Северной Африки, а красочные узоры – ремесленным наследием народов Средней Азии.

## Награды
- Best Fashion Awards в номинации: «Прорыв года» — 2015 год[15];
- Elle Style Awards в номинации: «Дизайнер года в Украине» — 2015 год